# Tonge, Rochdale
Tonge var en civil parish från 1866 till 1894 då den blev en del av Middleton, i grevskapet Lancashire (nu Greater Manchester), i England. Denna civil parish hade 8 099 invånare år 1891. Denna ward hade 5 904 invånare år 1961.